# Цуриков, Владимир Алексеевич
Влади́мир Алексе́евич Цу́риков (род. 30 мая 1970, Платсберг, Нью-Йорк) — литературовед, историк, архивист, преподаватель, музейный работник, кандидат богословия, бывший православный священнослужитель, потомок русских эмигрантов первой волны.
В 1993 году окончил Свято-Троицкую духовную семинарию в Джорданвилле и в том же году был рукоположен во диакона и служил в клире РПЦЗ. С 1996 года преподавал в Свято-Троицкой духовной семинарии. Занимался исследованиями в области истории русской диаспоры и её литературы, в том числе творчеству своего деда — Н. А. Цурикова. В 2010 году был хиротонисан во священника и получил учёную степень кандидата богословия. В 2014 году меняет сферу деятельности и становится директором The Museum of Russian Art в Миннеаполисе, а также переходит из РПЦЗ в клир Православной церкви в Америке. В августе 2018 году покидает Музей Русского искусства переходит в Музей Искусств Эль-Пасо, штат Техас.

## Биография
Родился 30 мая 1970 года в городе Платсберге, в штате Нью-Йорк, в США в семье славистов. Внук публициста и общественного деятеля Николая Цурикова. Детство провёл в Германии. По собственному признанию, «я рос дома, разговаривая по-русски, и мои родители изо всех сил старались передать культурные традиции своим детям. Выросший в Германии, я с трудом сохранил активный интерес к нашему историческому наследию, однако изучение прошлого, в том числе рассказов моих родителей о друзьях семьи, таких как Толстой и Достоевский, безусловно, пробудило во мне интерес. Это побудило меня посвятить значительную часть своей жизни исследованию этой семейной истории, наполненной историями генералов, поэтов, философов, князей и крестьян, декабристов и офицеров Белой армии. И все же самым большим влиянием в моей жизни, которое больше всего вдохновляло меня на соприкосновение с этим наследием, был Достоевский; чтение его романов укрепило любовь всей моей жизни к русской культуре в ее различных проявлениях».
В 1988 году вернулся в США и поступил в Свято-Троицкую духовную семинарию в Джорданвилле. В 1991 году епископом Иларионом (Капралом) был пострижен во чтеца и поставлен во иподиакона.
В 1993 году окончил Свято-Троицкую духовную семинарию, получив степень бакалавра богословия и в том же году был епископ Иларионом (Капралом) рукоположён во диакона.
В 2000 году получил степень магистра по русскому языку и литературе в Миддлбери-колледже. Продолжил обучение в аспирантуре университета в Олбани для соискания докторской степени по гуманитарным наукам.
С сентября 1996 года преподаватель и административный секретарь Свято-Троицкой духовной семинарии, а с 2000 года — заместитель декана той же семинарии.
Поддержал усилия по примирению РПЦЗ с Московским Патриархатом. С 18 июня по 2 июля 2005 года во главе группы студентов и выпускников Свято-Троицкой духовной семинарии в Джорданвилле находился в России для поклонения святыням Русской православной церкви, 19 июня в Троицком соборе Лавры встретился с Патриархом Московским Алексием II.
В мае 2006 года был делегатом IV Всезарубежного Собора Русской Православной Церкви заграницей от Свято-Троицкой духовной семинарии. Член Русского дворянского общества.
28 августа 2007 года ректором Свято-Троицкой семинарии митрополитом Лавром (Шкурлой) был возведён в сан протодиакона.
С 2007 по 2008 год также был архивариусом проекта в Гуверском институте войны, революции и мира Стэнфордского университета. Целью сотрудничества со Стэнфордским университетом было сохранение и описание архива РПЦЗ.
4 сентября 2008 года решением Архиерейского Синода РПЦЗ назначен деканом Свято-Троицкой духовной семинарии, а также заведующим библиотекой и архивом (англ. Director of Archives and Library Services). Преподавал в семинарии церковнославянский язык.
Поднимал академический уровень преподавания в семинарии, основал семинарское издательство, заново открыл музей в Джорданвилле, который много лет был закрыт для посетителей.
Получил почётное гражданство РФ по указу президента, прошение на выдачу паспорта было подано Н. С. Михалковым. С 2008 года гражданин РФ.
30 мая 2010 года в Свято-Троицкой семинарии в Джорданвилле митрополитом Восточно-Американским и Нью-Йоркским был рукоположён во священника.
12 октября 2010 года на кафедре Церковной истории Московской духовной академии состоялось успешная предзащита его кандидатской диссертации «Архив Свято-Троицкой Духовной семинарии (Джорданвилл, США) как источник изучения истории Русской Церкви XX столетия» (научный руководитель профессор А. К. Светозарский). 19 ноября 2010 года защитил диссертацию на соискание ученой степени кандидата богословия.
9 января 2012 года в Свято-Троицком монастыре был награждён палицей.
В 2011 году прекращает преподавание в Свято-Троицкой семинарии и становится директором Фонда русской истории, благодаря чему смог подготовить и провести выставку «Русское слово и образ: четыре века книг и искусства», посвящённую династии Романовых, которая открылась 18 мая 2014 года и положила начало Музею русской истории при Свято-Троицком монастыре в Джорданвилле.
С сентября 2014 года занимает должность директора The Museum of Russian Art (TMORA) в Миннеаполисе, основанном бизнесменом из Миннеаполиса Рэймондом Джонсоном и являвшийся единственным на том момент музеем в Северной Америке, посвящённым исключительно русскому искусству. Как отметил его предшественник на этой должности Брэд Шинкл, главные задачи заключались в том, чтобы расширить видимость музея, усилить посещаемость, расширить донорскую базу, расширить совет директоров и привлечь больше грантов и финансовых взносов. В 2016 году Цуриков отмечал, что «сегодня TMORA служит широкому видению, которое включает в себя искусство, историю и культуру. Будучи молодым культурным стартапом, TMORA обладает очень своеобразной энергией, и я лично влюбился в это необычное место». 18 мая 2015 года митрополитом Тихоном (Молладром) принят в Православную церковь в Америке и направлен в клир Епархии Среднего Запада.
В сентябре 2015 года Музей русского искусства стал первым американским музеем за пять лет, который принял выставку, организованную совместно с Министерством культуры Российской Федерации. В 2018 году Цуриков получил премию «Серебряный лучник» от Российского культурного центра в Вашингтоне в знак признания его вклада в культурную дипломатию. Как директор и президент, он ввел успешные стратегии роста, которые привлекли новых клиентов и увеличили членство на 75 процентов.
В июле 2018 года стало известно, что он уходит с этой должности в конце августа того же года. По случаю своей отставки он отметил, что «благодарен за эту возможность и действительно наслаждался работой в Музее», а также «сказал, что здесь особенно интересно работать в эти политически трудные времена, когда отношения между США и Россией настолько нестабильны». В августе 2018 года город Эль-Пасо и Департамент музеев и культурных связей объявили, что Владимир фон Цуриков был избран новым директором Исторического музея Эль-Пасо (en:El Paso Museum of Art). Как отметила директор Департамента музеев и культурных связей Трейси Джером, «Доктор фон Цуриков имеет большой опыт работы в области истории и архивирования, но что действительно впечатлило заинтересованных сторон, участвующих в процессе поиска, так это его работа по созданию сильных команд в музеях и привлечение новой аудитории». 30 сентября 2018 перемещён в клир епархии Юга и назначен клириком Собора Серафима Саровского в Далласе
23 марта 2020 года подал прошение о снятии священного сана по причине развода с женой. 23 апреля 2020 года был запрещён в священнослужении. 20 мая 2021 года решением Архиерейского синода Православной церкви в Америке по собственному желанию отстранён от всех священнических функций, а его имя было исключено из рядов духовенства Православной церкви в Америке.
Учредитель и куратор сайта и онлайн коллекции «Русская зарубежная печать» (https://www.russianprintabroad.org/).
С января 2024 года возглавляет проект «Russian Diaspora Initiative» (radc.hoover.org), посвященный периодической печати русского зарубежья в Гуверовском институте при Стэнфордском университете.

## Семья
- Дед — Николай Александрович Цуриков, псевдоним Иван Беленихин (1886—1957). Публицист и общественный деятель Белой эмиграции[1].
- Отец — Алексей Николаевич Цуриков, славист[1].
- Мать — Екатерина Леонидовна (урождённая графиня Игнатьева), Славист[1].
- Жена — Анна (урождённая Клэр)
  - Сын — Михаил
  - Сын — Андрей
  - Дочь — Александра

## Публикации
статьи
- О национализме (О здоровом русском национализме). // Православная Русь. 1993. — № 15 (1492).
- Лествица к небеси. // Православная Русь. 2004. — № 16 (1757).
- К вопросу об архивном наследии зарубежного Православия // Новый Журнал. 2005. — № 241. — С. 312—316.
- Блаженнейший Митрополит Антоний (Храповицкий) и его служение Русской Церкви в изгнании // Митрополит Антоний (Храповицкий). Архипастырь русского рассеяния. — Джорданвилль: Свято-Троицкая духовная семинария, 2006. — С. 35-37.
- Hidden Slavica: Collections of Slavic Religious, Ethnic, and Cultural Materials at Holy Trinity Seminary and Monastery // A. Shmelev, ed. Slavic and East European Information Resources. Tracking a Diaspora: Emigrés from Russia and Eastern Europe in the Repositories. 2006. — Vol. 7, No. 2/3. — pp. 29-48.
- Научно-богословская конференция «Митрополит Антоний (Храповицкий) и его наследие в русской диаспоре» // Вестник церковной истории. 2007 — № 4 (8). — C. 282—286.
- Наследие княжны Веры Константиновны в коллекциях Джорданвилля // Княжна Вера Константиновна. К 100-летию со дня рождения. — Санкт-Петербург, 2007.
- Джорданвиллский во имя Святой Троицы мужской монастырь // Православная энциклопедия. — М., 2007. — Т. XIV : Даниил — Димитрий. — С. 539–544. — 39 000 экз. — ISBN 978-5-89572-024-0. (в соавторстве с Д. П. Анашкиным)
- Евлогий (Марковский) // Православная энциклопедия. — М., 2008. — Т. XVII : Евангелическая церковь чешских братьев — Египет. — С. 169. — 39 000 экз. — ISBN 978-5-89572-030-1.
- Проект микрофильмирования ряда архивных коллекций Свято-Троицкой духовной семинарии // Листок Свято-Троицкой семинарии. 2009. — № 1 (25). — С. 2—6.
- Архив Свято-Троицкой духовной семинарии (Джорданвилль, США) как источник изучения истории Русской Церкви ХХ столетия. [Автореферат канд. дисс.] // bogoslov.ru, 29 октября 2010
- Изучение новейшей истории Русской Православной Церкви в диаспоре: перспективы и задачи // bogoslov.ru, 18 ноября 2010
- Сохранение архивной россики в РПЦЗ // Ежегодная богословская конференция Православного Свято-Тихоновского гуманитарного университета (XXIII): Материалы. — М. : Православный Свято-Тихоновский гуманитарный университет, 2013. — 418 с. — С. 209—214
- Из истории уникальных экспонатов, представленных Свято-Троицким мужским монастырем/семинарией (США, Джорданвилль) // Гибель семьи императора Николая II. Следствие длиною в век : Каталог выставки. М., 2013. — С. 75—85 (в соавторстве с С. В. Мироненко)
- О Свято-Троицком монастыре и его кладбищах // Некрополь Свято-Троицкого монастыря в Джорданвилле (штат Нью-Йорк, США). — М., 2015. — 264 с. — (Российский некрополь. Выпуск 22).

монографии
- Hieroschemamonk Feofil Fool-for-Christ's-Sake: Ascetic and Visionary of the Kiev-Caves Lavra (англ.). — Holy Trinity Monastery, 1998. — 134 p. — ISBN 088465057X. — ISBN 978-0884650577.
- История России в документах архива Свято-Троицкой духовной семинарии в Джорданвилле. — М. : Изд-во ПСТГУ, 2013. — 195 с. — ISBN 978-5-7429-0659-9

составление и редакция
- Philaret, Metropolitan of Moscow, 1782—1867: Perspectives on the Man, His Works, and His Times. — Variable Press, 2003. — 206 с. — (Readings in Russian religious culture. Vol. 1).
- A.S. Khomiakov: Poet, Philosopher, Theologian / edited by Vladimir Tsurikov. — Holy Trinity Seminary Press, 2004. — 206 с. — (Readings in Russian religious culture. Vol. 2).
- The Trinity Saint Sergius Lavra in Russian History and Culture / edited by Vladimir Tsurikov. — Jordanville, N. Y.: Holy Trinity Seminary Press, 2005 . — 356 с. — (Readings in Russian religious culture. Vol. 3).
- Russian Liturgical Music Revival in the Diaspora: A Collection of Essays / ed. by Tsurikov V.. — Foundation of Russian History, 2012. — 339 с. — (Readings in Russian religious culture. Vol. 4).
- Metropolitan Antonii (Khrapovitskii) Archpastor of the Russian Diaspora / ed. by Vladimir Tsurikov. — Jordanville, NY: Holy Trinity Monastery, 2014. — 426 с. — (Readings in Russian religious culture. Vol. 5).
- Некрополь Свято-Троицкого монастыря в Джорданвилле (штат Нью-Йорк, США). / Под руководством и редакцией протоиерея Владимира Цурикова. — М.: Старая Басманная, 2015. — 264 с. — (Российский некрополь. Выпуск 22). — 300 экз. — ISBN 9785906470461.
- Следствие длиною в век: гибель семьи императора Николая II [Текст] / М-во культуры Российской Федерации, Федеральное архивное агентство, Гос. архив Российской Федерации [и др. ; авт. концепции: С. В. Мироненко, М. В. Сидорова, Владимир Цуриков]. — Москва : Кучково поле, 2014. — 276, [3] с. : ил., цв. ил., портр., факс..; ISBN 978-5-9950-0401-1. /catalog/000199_000009_007863940/

интервью
- Эмиграция — это либо миссия, либо дезертирство, Интервью с диаконом Владимиром Цуриковым // pravoslavie.ru, 21 июля 2005
- Get to Know Pollenite Vladimir von Tsurikov (англ.). Pollen (5 февраля 2016).